# Meesia longiseta
Meesia longiseta là một loài Rêu trong họ Meesiaceae. Loài này được Hedw. mô tả khoa học đầu tiên năm 1801.

## Hình ảnh

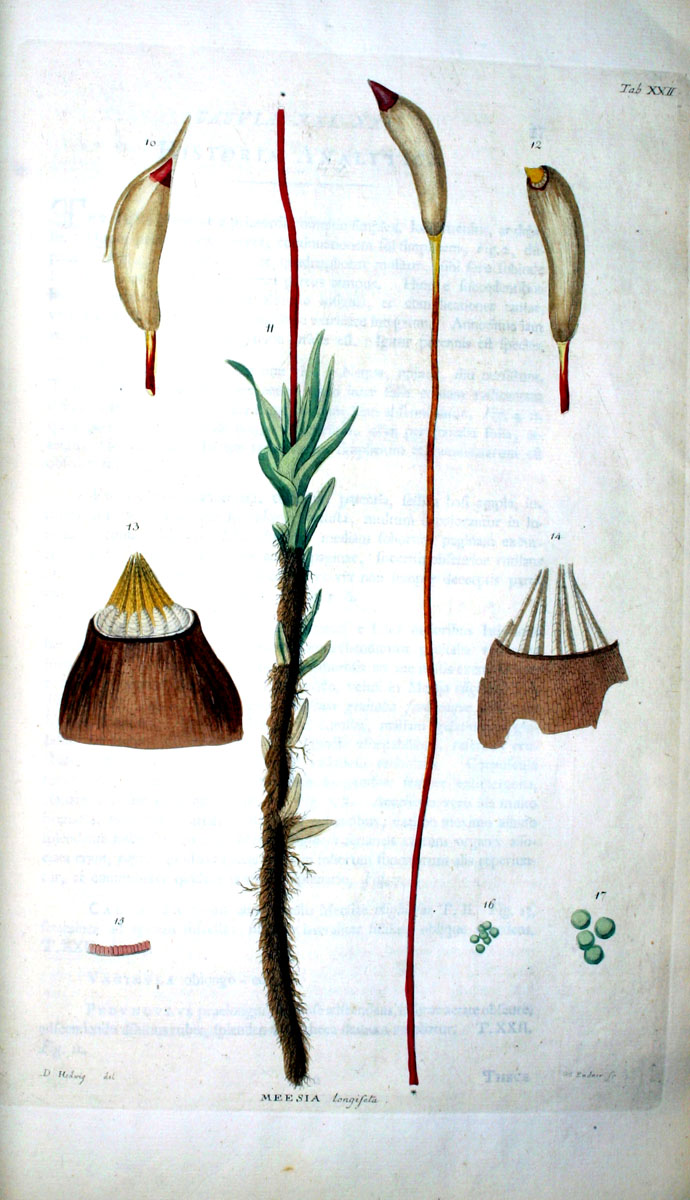